# Japaraíba
Japaraíba es un municipio brasileño del estado de Minas Gerais. 

## Geografía
Su población estimada en 2004 era de 3.554 habitantes.